# Општина Лиешти (Галац)
Лиешти (рум. Lieşti) општина је у Румунији у округу Галац.
Oпштина се налази на надморској висини од 27 m.